# North Bend, Ohio
North Bend är ett municipalsamhälle i Hamilton County i den amerikanska delstaten Ohio med en folkmängd, som uppgår till 835 invånare (2020). USA:s 23:e president Benjamin Harrison föddes i North Bend. President William Henry Harrisons gravplats, William Henry Harrison Tomb State Memorial, är i North Bend.  Där begravdes även kongressledamoten John Scott Harrison som var både son och far till en amerikansk president.